# Акула-янгол тихоокеанська
Акула-янгол тихоокеанська (Squatina californica) — акула з роду акула-ангел родини акулоангелові. Інша назва «каліфорнійський морський янгол».

## Опис
Загальна довжина досягає 1,52 м при вазі 27 кг зазвичай 80-110 м. Голова велика з помірно великими шипами. Морда округла з м'ясистими і невеличкими вусиками, що звужуються на кінцях. Очі маленькі, розташовані на верхній частині голови. За ними розташовані великі бризкальця Біля ніздрів є шкіряні вирости, що слабко вирізняються. Рот широкий, розташовано у передній частині морди. На верхній щелепі розташовано 9 рядків зубів, на нижній — 10. Зуби гострі з 1 верхівкою. Тулуб масивний, широкий, сильно сплощений. На спині шипи маленькі, майже не помітні. Грудні і черевні плавці великі, нагадують плавці-«крила» скатів, розташовані поруч, навіть перекривають один одного. Має 2 маленьких спинних плавця однакового розміру. Розташовані у хвостовій частині. Анальний плавець відсутній. Хвостовий плавець невеличкий, його нижня лопать довга за верхню.
Забарвлення спини коричневе, червонувато-коричневе або сіре з темними крапочками. Черево має білуватий колір.

## Спосіб життя
Тримається на глибинах від 3 до 205 м. Воліє до ділянок з нерельєфним дном поблизу берегової лінії, полюбляє скелясті рифи і підводні каньйони. Доволі млява і повільна акула. Полює біля дна, є бентофагом. Атакує здобич із засідки, зарившись у піщаний або мулисто-піщаний ґрунт. Нападає, коли жертва наблизиться на відстань у 15 см від кінчика морди, після чого різко відштовхується грудними плавцями, розкрив пащу та висунувши щелепи уперед. Стрімкість атаки цієї акули становить 1/100 секунди. Живиться невеличкою костистою рибою (оселедцевими, сардинами, бичками, камбалами), ракоподібними (креветками), головоногими молюсками (кальмарами).
Статева зрілість настає при розмірах 90-100 см у віці 8-13 років. Це яйцеживородна акула. Породілля відбувається навесні та на початку літа на глибині 55-90 см. Самиця народжує від 8 до 13 акуленят завдовжки 25-26 см.
Тривалість життя становить 35 років.
Може нанести травми людині у випадку сильно роздратування.

## Розповсюдження
Мешкає від Аляски до Каліфорнійської затоки. Раніше частиною ареалу вважалася прибережні води Еквадору, Перу і Чилі, проте з часом цю акваторію визначили ареалом іншого виду — чилійської акули-янгола.